# Dáire Drechlethan
Dáire Drechlethan (traduisible en « Dáire à la large face ») est selon l'ancien poème irlandais du Baile Chuinn Chétchathaig  un roi de Tara ou Ard ri Erenn.

## Identification
Son identification avec un des nombreux rois de Tara ou Ard ri Erenn mentionnés par les textes et les traditions de la littérature généalogique pseudo-historique irlandaise postérieure reste conjecturale car son surnom est unique dans le corpus des œuvres conservées. Cependant trois possibilités ont été étudiées récemment par Edel Bhreathnach.
La plus probable est Dáire Doimthech, non inclus dans les listes royales médiévales mais qui est un personnage important des généalogies qui le disent issu des Érainn. Il appartient au  Dáirine ou Corcu Loígde qui a donné de nombreux et puissants rois de Tara de la période légendaire et il devait être bien connu des compilateurs Uí Néill  de la liste.
Les généalogies lui assignent comme fils Eochaid Étgudach, un Ard ri Erenn mythique et un descendant  (ou un ancêtre) de  Dáire Doimthech, Mac Con moccu Lugaid Loígde, également listé dans le Baile Chuinn Chétchathaig (BCC).
Dáire Doimthech est aussi souvent nommé Dáire Sírchréchtach ou Sírdréchtach dans les légendes et les généalogies, où il est une figure ancestrale de premier plan. Par ailleurs il est considéré comme un dieu ou un personnage mythique des Érainn par les chercheurs suivant les théories de T.F. O'Rahilly.
Les autres possibilités sont:
- Dáire mac Cormaic, un fils du fameux Cormac Mac Airt issu des Connachta et un ancêtre des Uí Néill qui est nulle part  mentionné dans les légendes comme roi de Tara ; il est seulement retenu sur la base de sa présence dans le B.C.C comme une preuve apparente de la partialité du document en faveur des  Dál Cuinn.

- Dáire Barrach, le fils de Cathair Mór, ancêtre éponyme des  Uí Bairrche, une dynastie de Laigin. Bien qu'il ne soit lui non plus nulle part présenté comme un roi de Tara, il est également reconnu que la suzeraineté de la région dans laquelle il s'est fixé a été conquise par le Laigin sur les  Uí Néill, et qu'un certain nombre de rois de Tara originaires du Laigin ont été occultés dans le Baile Chuinn Chétchathaig

Dans le même temps, ce parti pris « anti-Laiginien » peut faire de Dáire Barrach le candidat le moins probable. Toutefois, selon le poème sur les rois de  Leinster  Nidu dír dermait, son fils  Muiredach Sníthe et son petit-fils Móenach sont proclamés rois de Tara bien qu'ils ne soient pas retenus dans le B.B.C.

## Source
- (en) Cet article est partiellement ou en totalité issu de l’article de Wikipédia en anglais intitulé « Dáire Drechlethan » (voir la liste des auteurs), édition du 6 avril 2012.
- (en) Edel Bhreathnach, The Kingship and Landscape of Tara, Dublin, Four Courts Press, 2005 (ISBN 1851829547).